# گل‌نوشیان
گل‌نوشیان (به لاتین: Florisuginae) یکی از شش زیرخانواده در خانواده مگس‌مرغان است.
این زیرخانواده شامل دو سرده زبرجدی‌ها و گل‌نوش‌ها است که هر کدام شامل دو گونه است.
- سرده زبرجدی
  - زبرجدی زرشکی, Topaza pella
  - زبرجدی آتشین, Topaza pyra
- سرده گل‌نوش
  - گل‌نوش گردن‌سفید, Florisuga mellivora
  - گل‌نوش سیاه, Florisuga fuscus

| نگاره | سرده     | گونه‌های زنده                                                         |
| ----- | -------- | -------------------------------------------------------------------- |
|       | زبرجدی‌ها | - زبرجدی زرشکی، Topaza pella - زبرجدی آتشین، Topaza pyra             |
|       | گل‌نوش‌ها  | - گل‌نوش گردن‌سفید، Florisuga mellivora - گل‌نوش سیاه، Florisuga fuscus |